# HD 85980
HD 85980 è una stella bianco-azzurra nella sequenza principale di magnitudine 5,71 situata nella costellazione delle Vele. Dista 845 anni luce dal sistema solare.

## Osservazione

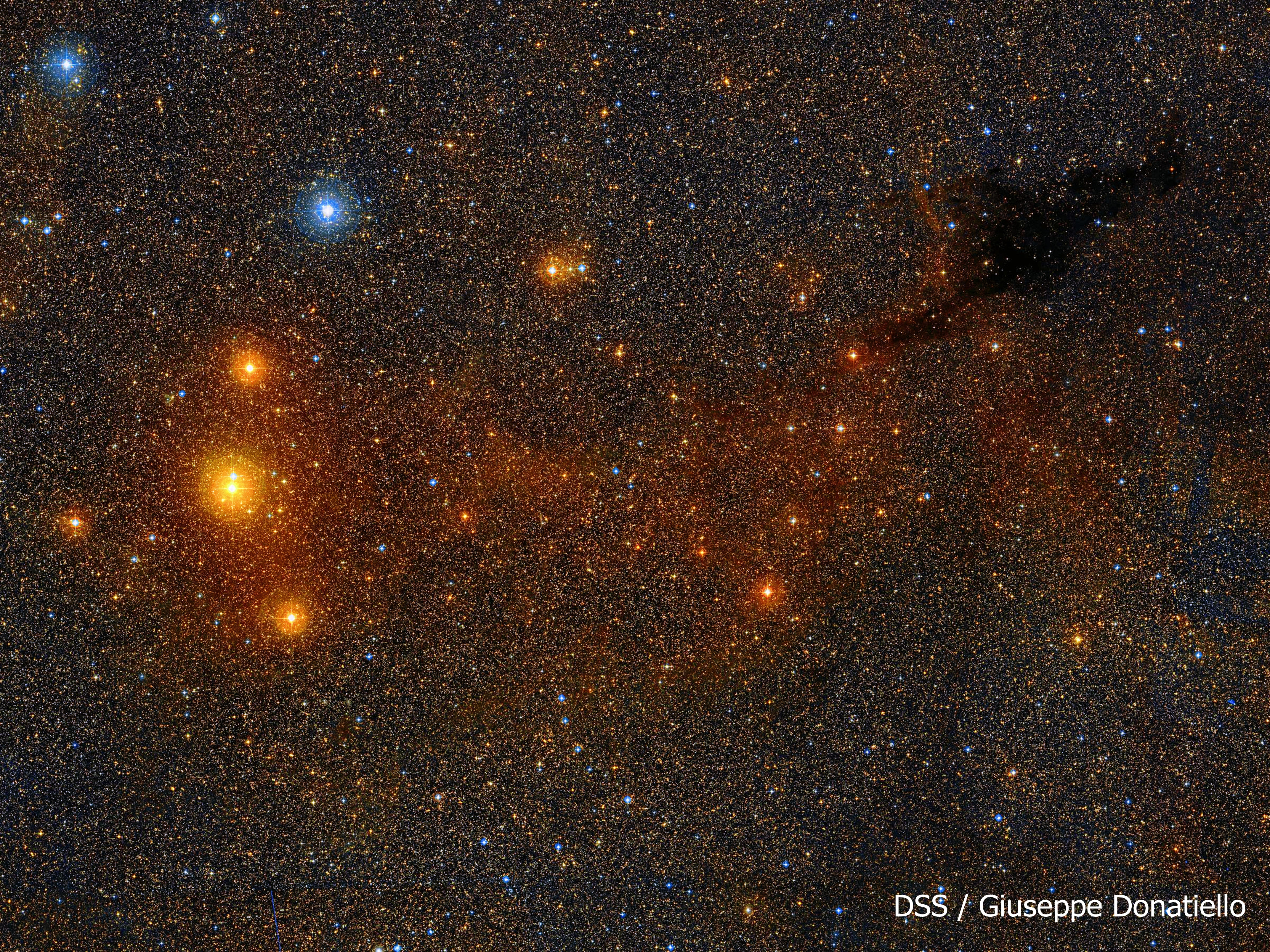
HD 85980 è la stella di colore azzurro in prossimità dell'angolo in alto a sinistra del campo stellare di figura.

Si tratta di una stella situata nell'emisfero celeste australe. La sua posizione moderatamente australe fa sì che questa stella sia osservabile specialmente dall'emisfero sud, in cui si mostra alta nel cielo nella fascia temperata; dall'emisfero boreale la sua osservazione risulta invece più penalizzata, specialmente al di fuori della sua fascia tropicale. La sua magnitudine pari a 5,7 la pone al limite della visibilità ad occhio nudo, pertanto per essere osservata senza l'ausilio di strumenti occorre un cielo limpido e possibilmente senza Luna.
Il periodo migliore per la sua osservazione nel cielo serale ricade nei mesi compresi fra febbraio e giugno; nell'emisfero sud è visibile anche per buona parte dell'inverno, grazie alla declinazione australe della stella, mentre nell'emisfero nord può essere osservata limitatamente durante i mesi primaverili boreali.

## Caratteristiche fisiche
La stella è una bianco-azzurra nella sequenza principale; possiede una magnitudine assoluta di -1,36 e la sua velocità radiale positiva indica che la stella si sta allontanando dal sistema solare.

## Sistema stellare
HD 85980 è un sistema stellare formato da due componenti. La componente principale A è una stella di magnitudine 5,71. La componente B è di magnitudine 8,0, separata da 5,4 secondi d'arco da A e con angolo di posizione di 240 gradi.